# Myrcia panamensis
Myrcia panamensis är en myrtenväxtart som beskrevs av Bruce K. Holst och Maria Lucia Kawasaki. Myrcia panamensis ingår i släktet Myrcia och familjen myrtenväxter.
Artens utbredningsområde är Panamá. Inga underarter finns listade i Catalogue of Life.